# Unione Sportiva Pro Vercelli 1920-1921
Questa pagina raccoglie le informazioni riguardanti l'Unione Sportiva Pro Vercelli nelle competizioni ufficiali della stagione 1920-1921.

## Stagione
Nella stagione 1920-1921 la Pro Vercelli si laurea campione d'Italia per la sesta volta nella sua storia.

## Divise
| Casa |

## Rosa
| N. |                   | Ruolo | Calciatore         |
| -- | ----------------- | ----- | ------------------ |
|    | Italia (bandiera) | C     | Guido Ara          |
|    | Italia (bandiera) | A     | Mario Ardissone    |
|    | Italia (bandiera) | P     | Giuseppe Barberis  |
|    | Italia (bandiera) | D     | Angelo Binaschi    |
|    | Italia (bandiera) | A     | Francesco Borello  |
|    | Italia (bandiera) | D     | Piero Bossola (IV) |
|    | Italia (bandiera) | C     | Ugo Ceria          |
|    | Italia (bandiera) | D     | Luigi Cervini      |
|    | Italia (bandiera) | A     | Carlo Corna (I)    |
|    | Italia (bandiera) | P     | Mario Curti        |
|    | Italia (bandiera) | C     | Andrea De Bianchi  |

| N. |                   | Ruolo | Calciatore              |
| -- | ----------------- | ----- | ----------------------- |
|    | Italia (bandiera) | A     | Arturo Gay (I)          |
|    | Italia (bandiera) | A     | Mario Maulini           |
|    | Italia (bandiera) | A     | Aldo Milano (III)       |
|    | Italia (bandiera) | A     | Remigio Milano (IV)     |
|    | Italia (bandiera) | C     | Giuseppe Parodi         |
|    | Italia (bandiera) | C     | Antonio Perino (I)      |
|    | Italia (bandiera) | A     | Alessandro Rampini (II) |
|    | Italia (bandiera) | A     | Luigi Rampini (III)     |
|    | Italia (bandiera) | A     | Pio Rampini (IV)        |
|    | Italia (bandiera) | D     | Virginio Rosetta        |
|    | Italia (bandiera) | A     | Giuseppe Turina         |

## Risultati

### Prima Categoria

#### Girone B piemontese

##### Girone di andata
| Arbitro: | Sganzetta (Torino) |

|                                                     |           |               |
| Milano III 1’ Rampini II 36’, 55’, 65’, 80’ Gay 88’ | Marcatori | 53’ Stradella |

| Arbitro: | Rangone (Alessandria) |

|           |           |                               |
| Costa 72’ | Marcatori | 14’, 21’, 67’, 68’ Rampini IV |

| Arbitro: | Brunetti (Torino) |

|                               |           |  |
| Rampini II 61’ Rampini IV 84’ | Marcatori |  |

| Arbitro: | Mauro (Milano) |

|                |           |  |
| Baloncieri 80’ | Marcatori |  |

| Arbitro: | Portigliatti (Torino) |

|                                                                       |           |           |
| Rampini II 30’, 62’ Milano III 43’ (rig.) Rampini III 73’ Borello 81’ | Marcatori | 35’ Motta |

##### Girone di ritorno
| Arbitro: | Massa (Torino) |

|                                 |           |                                        |
| Roasio II 3’ Gandino 60’ (rig.) | Marcatori | 27’ (rig.) Rosetta 40’, 83’ Rampini II |

| Arbitro: | De Marchi (Torino) |

|                                                  |           |  |
| Ardissone 12’, 61’ Rampini II 39’ Milano III 57’ | Marcatori |  |

| 30 gennaio 1921 8ª giornata | Casale | 2 – 0 A tav. | Pro Vercelli |  |

| Vercelli 16 gennaio 1921, ore 15:00 9ª giornata | Pro Vercelli     | 0 – 0 | Alessandria | Campo piazza Conte di Torino\| Arbitro: \| Scamoni (Torino) \| |
| Arbitro:                                        | Scamoni (Torino) |       |             |                                                                |

| 23 gennaio 1921 10ª giornata | Biellese | 2 – 0 A tav. referto | Pro Vercelli |  |

#### Semifinali nazionali

##### Girone d'andata
| Milano 19 giugno 1921 1ª giornata | Inter             | 0 – 2 A tav. referto | Pro Vercelli | Campo di via Goldoni\| Arbitro: \| Crivelli (Milano) \| |
| Arbitro:                          | Crivelli (Milano) |                      |              |                                                         |

| Arbitro: | Majani (Torino) |

|                              |           |  |
| Ardissone 47’ Rampini IV 79’ | Marcatori |  |

| Arbitro: | Tradico (Milano) |

|  |           |                                          |
|  | Marcatori | 25’ (rig.) Rampini II 65’ Turina 68’ Gay |

##### Girone di ritorno
| Vercelli 29 maggio 1921 4ª giornata | Pro Vercelli | 2 – 0 A tav. referto | Inter | Campo piazza Conte di Torino |

| Arbitro: | Fries (Milano) |

|                           |           |  |
| Boglietti I 35’, 42’, 72’ | Marcatori |  |

| Arbitro: | Majani (Torino) |

|                                                |           |                |
| Rampini II 19’, 30’ (rig.) Gay 40’ Maulini 50’ | Marcatori | 63’ Del Bianco |

#### Fase finale nord
| Arbitro: | Brunetti (Torino) |

|                                                 |           |  |
| Rampini II 1’ Gay 34’ Rosetta 43’ Ardissone 49’ | Marcatori |  |

| Arbitro: | Vagge (Genova) |

|                           |           |             |
| Ceria 62’ Rampini II 128’ | Marcatori | 24’ Alberti |

#### Finalissima
| Arbitro: | Olivari (Genova) |

|                          |           |                   |
| Ceria 44’ Rampini II 65’ | Marcatori | 47’ (rig.) Sbrana |

## Statistiche

### Statistiche di squadra
| Competizione                          | Punti | In casa | In casa | In casa | In casa | In casa | In casa | In trasferta | In trasferta | In trasferta | In trasferta | In trasferta | In trasferta | Totale | Totale | Totale | Totale | Totale | Totale | DR  |
| Competizione                          | Punti | G       | V       | N       | P       | Gf      | Gs      | G            | V            | N            | P            | Gf           | Gs           | G      | V      | N      | P      | Gf     | Gs     | DR  |
| ------------------------------------- | ----- | ------- | ------- | ------- | ------- | ------- | ------- | ------------ | ------------ | ------------ | ------------ | ------------ | ------------ | ------ | ------ | ------ | ------ | ------ | ------ | --- |
| Prima Divisione (girone B piemontese) | 13    | 5       | 4       | 1       | 0       | 17      | 2       | 5            | 2            | 0            | 3            | 7            | 8            | 10     | 6      | 1      | 3      | 24     | 10     | +14 |
| Finali nord - girone D                | 10    | 3       | 3       | 0       | 0       | 8       | 1       | 3            | 2            | 0            | 1            | 5            | 3            | 6      | 5      | 0      | 1      | 13     | 4      | +9  |
| Semifinale nord                       | -     | -       | -       | -       | -       | -       | -       | -            | -            | -            | -            | -            | -            | 1      | 1      | 0      | 0      | 4      | 0      | +4  |
| Finale nord                           | -     | -       | -       | -       | -       | -       | -       | -            | -            | -            | -            | -            | -            | 1      | 1      | 0      | 0      | 2      | 1      | +1  |
| Finalissima                           | -     | -       | -       | -       | -       | -       | -       | -            | -            | -            | -            | -            | -            | 1      | 1      | 0      | 0      | 2      | 1      | +1  |
| Totale                                | 23    | 8       | 7       | 1       | 0       | 25      | 3       | 8            | 4            | 0            | 4            | 12           | 11           | 19     | 14     | 1      | 4      | 45     | 16     | +29 |

### Statistiche dei giocatori
Fonte:
| Giocatore        | 1ª Categoria | 1ª Categoria | Finale nord D | Finale nord D | Semifinale | Semifinale | Finale nord | Finale nord | Totale   | Totale |
| Giocatore        | Presenze     | Reti         | Presenze      | Reti          | Presenze   | Reti       | Presenze    | Reti        | Presenze | Reti   |
| ---------------- | ------------ | ------------ | ------------- | ------------- | ---------- | ---------- | ----------- | ----------- | -------- | ------ |
| G. Ara           | 0            | 0            | 0             | 0             | 0          | 0          | 0           | 0           | 0        | 0      |
| M. Ardissone     | 0            | 0            | 0             | 0             | 0          | 0          | 0           | 0           | 0        | 0      |
| G. Barberis      | 0            | 0            | 0             | 0             | 0          | 0          | 0           | 0           | 0        | 0      |
| A. Binaschi      | 0            | 0            | 0             | 0             | 0          | 0          | 0           | 0           | 0        | 0      |
| F. Borello       | 0            | 0            | 0             | 0             | 0          | 0          | 0           | 0           | 0        | 0      |
| P. Bossola (IV)  | 0            | 0            | 0             | 0             | 0          | 0          | 0           | 0           | 0        | 0      |
| U. Ceria         | 0            | 0            | 0             | 0             | 0          | 0          | 0           | 0           | 0        | 0      |
| L. Cervini       | 0            | 0            | 0             | 0             | 0          | 0          | 0           | 0           | 0        | 0      |
| C. Corna (I)     | 0            | 0            | 0             | 0             | 0          | 0          | 0           | 0           | 0        | 0      |
| M. Curti         | 0            | 0            | 0             | 0             | 0          | 0          | 0           | 0           | 0        | 0      |
| A. De Bianchi    | 0            | 0            | 0             | 0             | 0          | 0          | 0           | 0           | 0        | 0      |
| A. Gay (I)       | 0            | 0            | 0             | 0             | 0          | 0          | 0           | 0           | 0        | 0      |
| M. Maulini       | 0            | 0            | 0             | 0             | 0          | 0          | 0           | 0           | 0        | 0      |
| A. Milano (III)  | 0            | 0            | 0             | 0             | 0          | 0          | 0           | 0           | 0        | 0      |
| R. Milano (IV)   | 0            | 0            | 0             | 0             | 0          | 0          | 0           | 0           | 0        | 0      |
| G. Parodi        | 0            | 0            | 0             | 0             | 0          | 0          | 0           | 0           | 0        | 0      |
| A. Perino (I)    | 0            | 0            | 0             | 0             | 0          | 0          | 0           | 0           | 0        | 0      |
| A. Rampini (II)  | 0            | 0            | 0             | 0             | 0          | 0          | 0           | 0           | 0        | 0      |
| L. Rampini (III) | 0            | 0            | 0             | 0             | 0          | 0          | 0           | 0           | 0        | 0      |
| P. Rampini (IV)  | 0            | 0            | 0             | 0             | 0          | 0          | 0           | 0           | 0        | 0      |
| V. Rosetta       | 0            | 0            | 0             | 0             | 0          | 0          | 0           | 0           | 0        | 0      |
| G. Turina        | 0            | 0            | 0             | 0             | 0          | 0          | 0           | 0           | 0        | 0      |